# James Ah Koy
Sir James Michael Ah Koy, dit Jim Ah Koy, né à Lautoka le 29 novembre 1936,, est un riche homme d'affaires, homme politique et diplomate fidjien.

## Biographie

### Débuts et carrière politique
Il naît aux Fidji d'une mère fidjienne autochtone de l'île de Kadavu, et d'un père d'origine chinoise,.
Il se présente une première fois sans succès comme candidat indépendant aux élections législatives fidjiennes de 1966, recevant 18,4 % des voix dans la circonscription Centre et étant largement battu par le candidat du parti de l'Alliance, Douglas Walkden-Brown. Pour autant, il est proche du chef du parti de l'Alliance et chef du gouvernement, Ratu Kamisese Mara, et est assis près de lui lors de la cérémonie marquant l'indépendance des Fidji de l'Empire britannique en 1970. Il entre à la Chambre des représentants comme député de ce parti aux élections de 1982, et y est réélu à celles de 1987. Il soutient le coup d'État ethno-nationaliste autochtone de 1987,, et c'est comme membre du mouvement mené par l'auteur du coup d'État, Sitiveni Rabuka, qu'il retrouve un siège de député aux élections de 1994. Il est alors nommé ministre du Commerce, des Industries, du Commerce extérieur et des Entreprises publiques dans le gouvernement de celui-ci. Fait ministre des Finances et du Développement économique en 1997, et héritant d'une économie en récession, il applique une dévaluation de 20 % du dollar fidjien,. Il est largement réélu député aux élections de 1999, mais le gouvernement Rabuka perd ces élections et James Ah Koy siège donc sur les bancs de l'opposition à la Chambre des représentants. De 2001 à 2006 il est sénateur, nommé par le Grand Conseil des Chefs,. Il tente sans succès de retrouver un siège à la Chambre des représentants aux élections de 2006.

### Prises de position
James Ah Koy est un chrétien évangélique. Son réseau d'entreprises Kelton Group, dont il est le président fondateur, publie et distribue gratuitement en 2010 une nouvelle traduction de la Bible en fidjien, rédigée avec le financement de la Ah Koy Christian Trust, organisme de prosélytisme établi par James Ah Koy. En 2012, il exprime le souhait que les Fidji deviennent constitutionnellement un État chrétien.

### Diplomate
De 2007 à 2010, il est l'ambassadeur des Fidji en République populaire de Chine,.

### Homme d'affaires
James Ah Koy est le directeur de plusieurs dizaines d'entreprises, implantées aux Fidji, en Australie, en Nouvelle-Zélande, en Papouasie-Nouvelle-Guinée, aux Samoa, aux Tonga et au Vanuatu,. Il est multi-millionnaire.
Ce sont ses activités d'entrepreneur qui lui valent se voir conférer en 2005 un titre d’ali'i (chef coutumier samoan) par le gouvernement samoan de Sailele Malielegaoi pour ses contributions à l'économie des Samoa, et en 2006 d'être fait chevalier commandeur de l'ordre de l'Empire britannique par la reine de Papouasie-Nouvelle-Guinée, Élisabeth II, à la demande de son Premier ministre Sir Michael Somare, pour ses contributions au monde de l'entreprise,. En 2020, il est fait compagnon de l'ordre des Fidji.